# فليتشير ستيوارت توماس
فليتشير ستيوارت توماس هو سياسي كندي، ولد في 7 يونيو 1897 في كندا، وتوفي في 9 نوفمبر 1957 في سانت توماس في كندا. حزبياً، نشط في حزب أونتاريو المحافظ التقدمي. وقد انتخب عضو برلمان مقاطعة أونتاريو.